# Seiffertova spirala
Seiffertova spirala (ali Seifertova sferna spirala) je prostorska krivulja (sferna spirala), ki predstavlja pot opravljeno med potovanjem telesa od južnega do severnega pola sfere (ali poljubnega telesa, ki ima obliko sfere) tako, da telo  ohranja velikost  kotne hitrosti glede na fiksni polmer .
V cilindričnem koordinatnem sistemu je krivulja dana s parametričnimi enačbami 
{\displaystyle r=sn(s,k)}
{\displaystyle \theta =ks}
{\displaystyle z=cn(s,k)}
kjer je
- {\displaystyle sn(s,k)} Jacobijeva eliptična funkcija
- {\displaystyle cn(s,k)} Jakobijeva eliptična funkcija
- {\displaystyle k\,} pozitivna konstanta